# 芸予地震
芸予地震（げいよじしん）は、瀬戸内海の安芸灘を震源として発生し、震源に近い広島県・山口県東部と愛媛県に比較的大きな被害を生じた地震のこと。
「芸予地震」の名称を持つ地震は1905年（明治38年）と2001年（平成13年）の2回があり、区別する為に発生年を冠して「N年芸予地震」あるいは年号を冠した名前で呼ばれる。以下その2つを含めたこの地域で起きた、フィリピン海プレートの動きによるスラブ内地震 と考えられているものについて記述する。

## 概要
芸予とは、厳密には安芸国（広島県西部）と伊予国（愛媛県全域）を指す。"芸予諸島"の名でも使われるように、現在では広島県全域と愛媛県の2県の意味合いが強い。芸予地震と名のつく地震はその2県の中間である瀬戸内海で発生しその2県に被害をもたらした地震のことである。
後述するように震源が深部であるため、本州全土から四国・九州と広範囲で揺れるがその規模に対して比較的被害が小さい特徴がある。過去の地震では津波による被害は記録されていない。一方で瀬戸内海沿岸部では液状化現象が発生、この地方特有の地層である風化した花崗岩が堆積した"マサ土"によるがけ崩れ など、地盤災害（土砂災害）やそれに伴う二次災害が発生している。
なおこの地域の北側にあたる山陽地方において、マグニチュード3以上の地震数は頻繁に起こる東北地方などと比べて極めて少なく、周辺の活断層も他の地域と比べると少なく日本列島の中でも地殻変動が少ない特徴がある。2001年の地震が発生するまでは暫くこの地域を震源とする大きな地震が発生していなかった ため、地震空白域とされていた。他方、南側の愛媛県は、南海地震・豊予海峡地震や日向灘地震で被害に遭う想定域であり、更に日本最大級の断層である中央構造線断層帯が東西を横断しており、多大な地震の被害に遭う可能性が高い地域である。2度の芸予地震では広島での被害が多かったが、過去での地震では愛媛での被害が多かった事例もある。

## メカニズム
震源域は瀬戸内海西部にあたり、北は本州広島県・山口県東部、南は四国愛媛県、東は高縄半島、西は屋代島（周防大島）や室津半島に囲まれた、斎灘・安芸灘・伊予灘にある。
この地域は南海トラフから続く、フィリピン海プレートがユーラシアプレートと衝突しその下にもぐりこむ沈み込み帯の北端付近にあたる。芸予地震の震源の位置は50kmから60kmと、沈み込み帯での地震である南海地震に対し更に深い。このことから、フィリピン海プレートはこの付近で急激に下方（地球内部方向）に折れ曲がり、その際に東西方向の張力が発生しプレート内部を破壊することにより地震が発生すると考えられている。
ちなみに沈み込み帯の北端付近にあたることから、一部の資料ではプレート境界型地震と表記されているものもある。また、プレートの具体的な折れ曲がり形状など、まだ不明な点も多い。
文部科学省が公表するこの地域でのフィリピン海プレート内のスラブ内地震とされている代表的な地震のうち、「芸予地震」と呼ばれるものと、江戸時代に発生した「安芸・伊予の地震」とされるものは以下の通り。
| 発生日                     | 名称                        | 震央                   | 規模 | 特記                                                                                                   |
| -------------------------- | --------------------------- | ---------------------- | ---- | --- |
| 1649年（慶安2年） 3月17日  | 伊予安芸大震                | 北緯33.7度 東経132.5度 | M7.0 | - 推定震度:松山・宇和島で5～6、広島で5 - 松山城・宇和島城の石垣崩壊 - 広島城下の侍屋敷・町屋破損       |
| 1686年（貞享2年） 1月4日   | 安芸・伊予の地震            | 北緯34.0度 東経132.6度 | M7.2 | - 推定震度:広島・松山・大洲・萩で5強 - 広島で死者、宮島・萩・岩国・松山で建物崩壊 - 道後温泉で泥湯噴出 |
| 1857年（安政4年） 10月12日 | 伊予大震                    | 北緯34.0度 東経132.5度 | M7.3 | - 推定震度:広島県南部・愛媛県中予～南予・山口県東部で5 - 特に愛媛沿岸部に被害大、今治城内破損          |
| 1905年（明治38年） 6月2日  | 芸予地震 （1905年芸予地震） | 北緯34.1度 東経132.5度 | M7.2 | 下記                                                                                                   |
| 2001年（平成13年） 3月24日 | 芸予地震 （2001年芸予地震） | 北緯34.1度 東経132.7度 | M6.7 | 下記                                                                                                   |

上記以外にも1949年に安居島付近の深さ40kmで発生したM6.2の地震では呉市で2人の死者を出したほか、1979年には山口県の室津半島付近でM6.0の被害地震が発生している。
また、この地震は安芸灘～伊予灘～豊後水道で発生する固有地震と考えられ、檀原毅が1970年に発表した論文では発生間隔52年±11年、地震調査研究推進本部が、M6.7-7.4程度の安芸灘～伊予灘～豊後水道のプレート内地震としているものには上記の5地震に加えて、1854年の豊予海峡地震も含まれ、2013年現在で公開しているものでは発生間隔約67年としている。ただ一部では、2001年芸予地震では発生したエネルギーが想定よりも小さかったことから、次の地震はこれより短い間隔で発生する可能性があると指摘されている。
一方で、スラブ内地震はプレート境界地震に比べて周期1秒以下の短周期成分の励起が大きく、震源が浅い地震に就いて求められた震度の拡がりとマグニチュードの関係式をそのままスラブ内地震に適用するとマグニチュードを過大評価する可能性がある。これを補正して見直されたマグニチュードは、1649年の地震がM6.9、1686年の地震がM6.9、1857年の地震がM6.8、1905年の地震がM6.7となり、2001年の地震よりやや大きいかほぼ同程度との推定もある。
芸予地震の震央である安芸灘より南西部の伊予灘～豊後水道にかけての領域で発生した、フィリピン海プレートスラブ内地震と推定されている代表的な地震は以下の通り。
| 発生日                      | 名称           | 震央                   | 規模     | 特記             |
| --------------------------- | -------------- | ---------------------- | -------- | ---------------- |
| 1854年（安政元年） 12月26日 | 豊予海峡地震   | 北緯33.2度 東経132.2度 | M7.3-7.5 | 当該リンク先参照 |
| 1968年8月6日                | 豊後水道の地震 | 北緯33.3度 東経132.4度 | M6.6     |                  |
| 2014年3月14日               | 伊予灘地震     | 北緯33.7度 東経131.9度 | M6.2     | 当該リンク先参照 |
| 2024年4月17日               | 豊後水道地震   | 北緯33.2度 東経132.4度 | M6.6     | 当該リンク先参照 |

## 1905年芸予地震

### 概要
1905年（明治38年）6月2日 14時39分（日本標準時）に発生した地震の震源は倉橋島の南。マグニチュードは71⁄4 から7.3 と推定されている。東は東京・西は長崎と広範囲で揺れたが、大きな被害は広島湾岸と伊予灘に面した地域と局所的なものに留まった。
この本震の前々年から前震が多発しており、1903年（明治36年）に9回、1904年（明治37年）に3回、そして1905年1月から5月の間に3回と続き、6月の本震となった。その後も余震が続き、中でも同年同日19時55分（緯度34.0度・経度132.5度・M6.0）、同年12月8日12時08分（緯度34.1度・経度132.6度・M6.1）、同年12月8日13時25分（緯度34.0度・経度132.4度・M6.2）が代表的なものとなった。
1905年当時はまだプレートテクトニクス理論が提唱されていない状況下で、震災予防調査会のメンバーは地震の原因についていくつか考察している。今村明恒は震源地付近の海の状況から海底下の断層による地震（断層地震説）ではない別の原因の可能性を、小藤文次郎は中央構造線断層帯の影響によるものとして原因を模索している。
また、1900年頃の震度階の強震をそのまま震度5と読み替えることにより震度5の範囲が異常に大きくなり、本地震のマグニチュードを過大評価していた。強震の範囲の大部分が実際には震度4と考えた方が良く、そうするとM6.6となる。また、地震計に記録された最大振幅からマグニチュードを求めるとM6.7となり、周期60秒の大森式地震計の記録からMw6.8と求められた。これはほぼ2001年と同規模である。大森式地震計の記録は横ずれ成分をもつ正断層タイプの地震であることを支持し、2001年とほぼ同じメカニズムであると推定された。
調査および研究資料は比較的少ない。1905年に震災予防調査会がまとめた報告書では、震源地付近に存在した呉鎮守府（呉鎮）において被害状況はいくつか記載されている。報道機関は、当時の直前の日露戦争での日本海海戦勝利を重視し、軍港を襲った地震である芸予地震についてはあまり報道しなかった。また海軍工廠は機密保持体制にあった。

### 地震の記録
当時震央付近で機械的なデータが取れる地点として、文部省の広島測候所・松山測候所と呉鎮守府測器庫の3箇所あったが、
広島測候所：計器を購入中だったためデータなし
松山測候所：データはとれたが震源から遠かった。
呉鎮守府測器庫：普通地震計を倉庫にしまっていた。
といった要因から良質なデータが取れなかったほか、強震計も置いていなかった。ただ呉については観測者の目視により正確な発震時刻が記録されており、これが震央特定の重要なデータとなった。東京大学地震学教室（現、東京大学地震研究所）に大森式地震計による観測記録が残されている。

### 各地の震度
以下、弱震（現在の震度2-3）以下を除いた当時の震度。
| 震度 | 市町村                                                                           |
| ---- | -------------------------------------------------------------------------------- |
| 烈   | 呉・広島                                                                         |
| 強   | 松山・境港・高知・下関・室戸岬・徳島・浜田・味野地区・福岡・多度津・新居浜・熊本 |
| 稍強 | 岡山・別子                                                                       |

### 被害
顕著な被害は広島県呉市・広島市と愛媛県三津浜（現松山市）・郡中（現伊予市）の沿岸部に集中した。これは江戸時代以降、干拓や埋立によりできた軟弱地盤の上に建てられた建築物の倒壊より被害を出したためであり、特に広島市中心部は太田川下流三角州の沖積平野に形成された街であるため、その弱い地盤が被害を拡大させた。一方で震源地付近は海であり、周辺の島々である倉橋・能美島などはほとんどが花崗岩の固い地盤であったため、地震の規模に対して被害は軽かった。また工場、煉瓦家屋、木造住居の順に被害が大きくなる傾向が見られた。
各地の被害状況は以下の通り。なお全体は1905年震災予防調査会による報告書の数字で呉鎮守府の被害数はこれに含まれていない。カッコ内は中央気象台（現気象庁）年報での数字であり、呉鎮守府の被害数が含まれているものと考えられている。
| 市町村 | 市町村   | 人的被害(人数) | 人的被害(人数) | 住宅被害(戸) | 住宅被害(戸) | 住宅被害(戸) | 煙突破損 (戸) |
| 市町村 | 市町村   | 死者           | 負傷者         | 全壊         | 半壊         | 一部破損     | 煙突破損 (戸) |
| ------ | -------- | -------------- | -------------- | ------------ | ------------ | ------------ | ------------- |
| 広島県 | 広島市   | 4              | 70             | 36           | 20           | 125          | 25            |
| 広島県 | 呉市     | 6              | 86             | 5 (51)       | 25 (57)      | - (5,957)    | -             |
| 広島県 | 安芸郡   | 1              | 1              | 1            | 1            | -            | -             |
| 広島県 | 賀茂郡   | -              | 2              | 5            | -            | 14           | 1             |
| 広島県 | 佐伯郡   | -              | -              | 2            | 1            | -            | -             |
| 広島県 | 安佐郡   | -              | 1              | 7            | -            | 1            | -             |
| 広島県 | 計       | 11             | 160            | 56           | 47           | 140          | 26            |
| 愛媛県 | 松山市   | -              | 3              | 1            | 17           | 2            | 3             |
| 愛媛県 | 温泉郡   | -              | 7              | 5            | 33           | 74           | 2             |
| 愛媛県 | 越智郡   | -              | 3              | 1            | -            | 14           | 11            |
| 愛媛県 | 伊予郡   | -              | 4              | -            | 8            | 141          | -             |
| 愛媛県 | 北宇和郡 | -              | -              | 1            | -            | 2            | -             |
| 愛媛県 | 西宇和郡 | -              | -              | -            | -            | 2            | -             |
| 愛媛県 | 計       | 0              | 17             | 8            | 58           | 235          | 16            |
| 合計   | 合計     | 11             | 177            | 64           | 105          | 375          | 42            |

震源地付近（安芸郡、呉市）
- 震災予防調査会報告では住宅被害は広島市より少なく[31]、道路・水道（当時は軍用の呉鎮守府水道のみ）などインフラストラクチャーの被害は極めて少なかった[32]、と記載されている。
- 呉鎮守府関連施設にはいくつか現地調査が入っている。呉鎮守府内の施設は木造・煉瓦造・鉄骨造・鉄骨煉瓦造と当時の日本建築の様々な様式の建物が存在し、地盤も山中の花崗岩による堅牢なものから埋立地による軟弱なものまで様々な状況のものが存在した[22]。その異なるケースでの地震被害は貴重な比較データとなり、その後の耐震建築に役立つことになった[22]。
- 呉鎮守府が混乱を極めた資料はいくつか残っている。例えば地震直後に有馬新一呉鎮守府司令長官が海軍省に打電した電報では混乱している状況がうかがえ、呉海軍病院では先の日本海海戦での負傷兵に加え、地震での負傷者が来院したことから病院は大混乱となり、スタッフが奮闘した、という様子が書かれたものがある[23]。

広島県広島市
- 宇品地区は1889年（明治22年）宇品港（現在の広島港）竣工より形成された埋立地であり、地盤の軟弱性に加え堤防段差を利用した3階建の木造家屋が多数あったことから、地震により多数の家屋が倒壊した[33]。
- 広島監獄では、木造平屋建瓦葺の第14工場が全壊、死者2人（看守1・囚人1）、重傷者4人軽傷者20人（全員囚人）を出した[34]。この地は元々水田だったところを1885年（明治18年）から盛土造成した土地であり、形成されてから20年しか経っていない土地の上に監獄（刑務所）という堅牢な建物が作られていた状況であったが、全壊は一棟だけで他の建物は傾いたり部分倒壊に留まったりしため、囚人脱走を防ぐことが出来た[35]。
- 本願寺広島別院の茶室（嘉永年間ごろ建立）が全壊[36]。
- 鉄道においては、宇品線丹那駅付近の線路が1尺（約30センチメートル）ほど沈下したほか、宇品線の複数の駅施設が若干傾いたものの大きな被害はなかった[37]。また山陽本線太田川鉄橋と宇品線大洲口鉄橋の橋脚に亀裂が発生したものの通行に支障はなかった[38]。
- 道路橋は己斐橋の基礎杭が5尺（約1.5メートル）ほど沈下したのが最大で他は特別被害に合わなかった[39]。

愛媛県松山市/道後
- 広島と比べると被害が小さく、顕著な建物被害は木造のものであった[40]。その中でも被害が大きかったのが高浜/三津浜地区および伊予郡である。この地区は古くからの漁港であり三津浜港開港以降近代発展した港町で、砂丘の上に雑多な木造建築がある状況が被害を大きくした[41]。

その他
- 震源に近い山口県岩国で大きな揺れがあったが、その他の地域では大規模な被害はなかった[42]。

## 2001年芸予地震

### 概要
2001年（平成13年）3月24日（土曜）15時27分54.5秒（日本標準時）に発生した地震の震源は上蒲刈島の南。マグニチュードは、気象庁マグニチュードでMj 6.7、モーメントマグニチュード(Mw) 6.8。震源の深さは51km。最大震度は6弱。被害総額約193億円。
中国地方においては2000年10月に起きた鳥取県西部地震（Mj7.3、Mw6.6）から5ヶ月ぶり、瀬戸内海に面した地域としては1995年の兵庫県南部地震（Mj7.3、Mw6.9）から6年ぶりとなる被害地震となった。これらと比べて芸予地震は規模としては同等であったが、これらが震源深さ20km前後の直下型地震だったのに対し芸予地震は更に深部でのスラブ内地震であった。一部の地震学者が唱える"西日本地震活動期説"の根拠となった地震の一つ。
なお鳥取県西部地震の後、気象庁マグニチュード検討委員会によりマグニチュード計算式の見直しが図られ、芸予地震後である2001年4月23日から先行導入される形で新しい計算式によるマグニチュードが修正された。芸予地震のマグニチュードを6.4としている資料は修正前の旧計算式でのものである。この新計算式は2003年9月25日に正式採用され現在に至っている。
余震発生域は本震を北端として南に約20km・深さ40から50kmの範囲に分布し、最大余震は翌々日の3月26日（月曜）5時40分(JST) に発生した安芸灘を震源とするMj5.2、深さ50km、最大震度5強の地震であった。
表面最大加速度は、震源地付近が海であることから観測点が少なかった一方で、広島県湯来町での830m/s2を筆頭に広島市三原市・愛媛県東予市と震源地から少し離れた3つでピーク域が観測された。これは地層に起因するものであり、この3地域では特異な被害を受けている。
山陽地方側は事実上地震空白域だったため住民の危機感が薄く、地震直後も普段と変わらない生活を送った者もかなり存在した。これは被害が大きかった広島県呉市を除き、自治体による避難勧告がほぼ出されなかったためでもある。また自治体・企業が、兵庫県南部地震規模の地震を想定し地震対策を行っていたため、被害が小さかった部分もある。住民が災害情報を得たメディアは9割近くがテレビ・ラジオだったことに加え、この地震や先の鳥取県西部地震が起きた2000年代初頭は行政側が公式ホームページ上で情報を公開しそれをインターネットを通じて住民が得る状況になった。

### 各地の震度

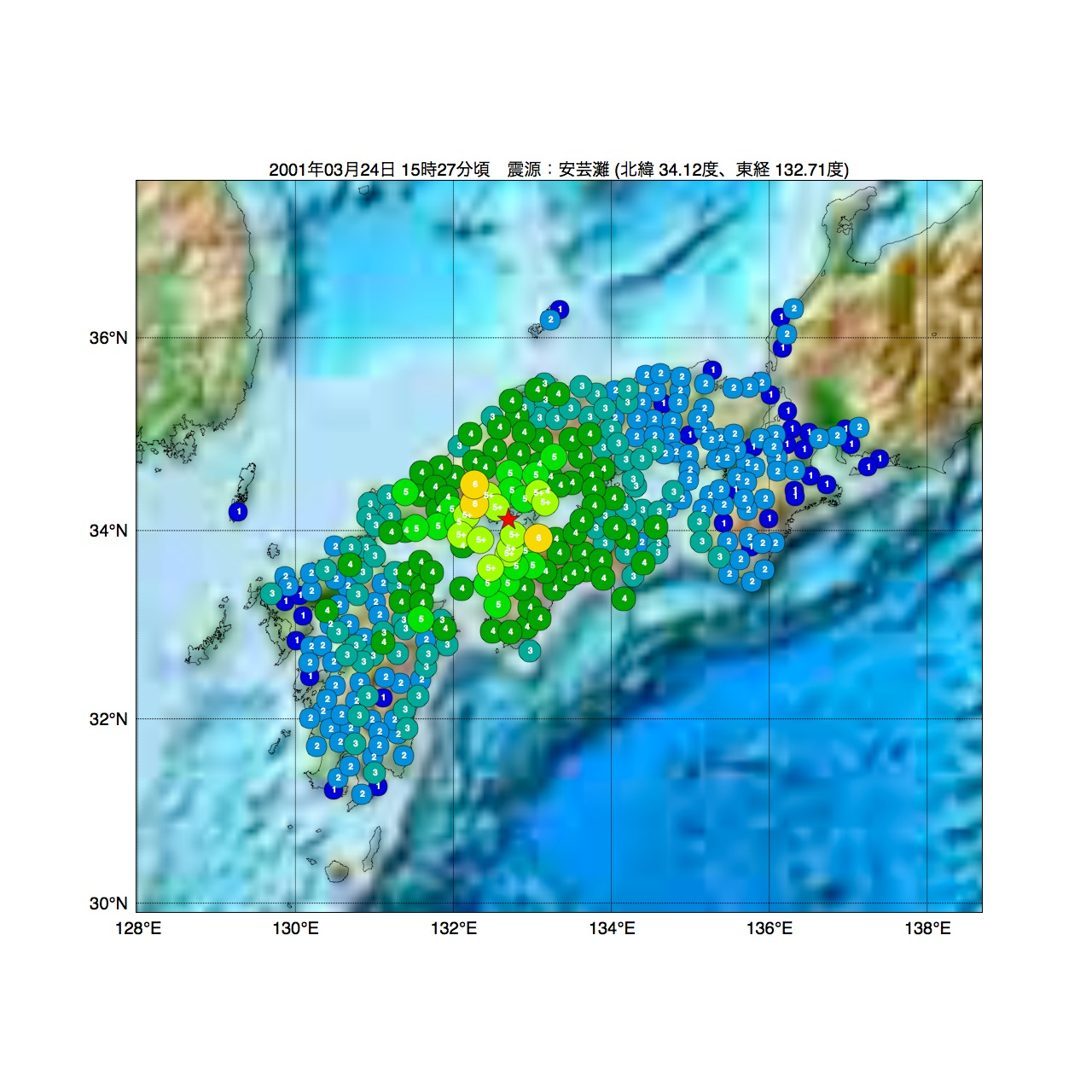
芸予地震の震度分布震源

震度5弱以上観測した地点は以下の通り（名称は当時）。
| 震度 | 都道府県 | 観測点名 |
| ---- | -------- | --- |
| 6弱  | 広島県   | 広島河内町中河内・広島大崎町中野・熊野町役場 |
| 5強  | 広島県   | 広島千代田町有田・三原市円一町・豊栄町鍛冶屋・本郷町本郷・安芸津町三津・安浦町内海・川尻町西・広島豊浜町豊島・豊町大長・久井町和草・向島町役場・広島西区己斐・広島安佐南区緑井・広島安佐北区可部南・呉市広・呉市宝町・廿日市市下平良・府中町大通り・海田町上市・音戸町鰯浜・倉橋町役場・下蒲刈町下島・能美町中町・沖美町三吉・大柿町大原・黒瀬町丸山                                                         |
| 5強  | 山口県   | 阿東町徳佐・岩国市今津・柳井市南町・久賀町久賀・山口大島町小松・山口東和町森・橘町西安下庄・和木町和木・大畠町大畠・田布施町下田布施2・平生町平生 |
| 5強  | 愛媛県   | 今治市南宝来町・丹原町鞍瀬丁・丹原町池田・波方町樋口・大西町宮脇・菊間町浜・吉海町八幡・弓削町下弓削・生名村役場・岩城村役場・愛媛上浦町井口・大三島町宮浦・松山市北持田町・久万町久万町・愛媛松前町筒井・砥部町宮内・三瓶町朝立・宇和町卯之町・愛媛吉田町東小路 |
| 5弱  | 島根県   | 羽須美村下口羽・桜江町川戸・島根三隅町三隅 |
| 5弱  | 広島県   | 豊平町都志見・広島吉田町吉田・広島八千代町佐々井・甲山町西上原・世羅西町小国・吉舎町吉舎・三良坂町三良坂・尾道市久保・福山市松永町・広島福富町久芳・東野町役場・瀬戸田町瀬戸田・御調町市・広島内海町口・新市町新市・広島中区大手町・広島中区上八丁堀・広島南区宇品海岸・広島安芸区中野・坂町役場・呉市焼山・倉橋町鳶ヶ巣・蒲刈町宮盛・広島大和町下徳良・宮島町役場・広島佐伯町津田・木江町木江・江田島町役場 |
| 5弱  | 山口県   | 徳山市岐山通り・下松市大手町・光市中央・由宇町役場・玖珂町役場・周東町下久原・山口美和町生見・上関町長島・田布施町下田布施・山口大和町岩田・小郡町下郷 |
| 5弱  | 愛媛県   | 新居浜市一宮町・西条市新田・小松町新屋敷・朝倉村朝倉北・愛媛玉川町三反地・宮窪町宮窪・関前村岡村・重信町見奈良・愛媛中島町大浦・中山町出渕・宇和島市住吉町・大洲市大洲・五十崎町平岡・保内町宮内・伊方町湊浦・明浜町高山・野村町阿下・愛媛三間町宮野下 |
| 5弱  | 高知県   | 高知市本町 |
| 5弱  | 大分県   | 大分上浦町津井浦 |

上記の他、中国四国の各県、佐賀県、熊本県、大分県、宮崎県内で震度4を観測した地点があった。また韓国釜山のメルカリ震度階級で3から4の震度を記録している。当時は気象庁の発表地点ではなかったが、防災科学技術研究所の観測点「K-NET東予」（愛媛県西条市）で震度6弱を観測している。この観測点は、2004年に「西条市周布」として気象庁の発表地点に追加された。

### 被害
この地震で1人が広島県呉市で隣家の崩れたブロック塀壁の下敷きとなり、1人が愛媛県北条市（現松山市）で落下してきた自宅ベランダの下敷きになって死亡した。負傷者の特徴として、家屋内での落下物によるものと、店舗・工場内での火傷によるものが多かった。また高齢者を中心に避難途中での瓦礫による負傷者が続出した。死者が出た地震としては、愛媛では1946年南海地震以来、広島では1949年安芸灘地震以来 のことであった。
震央から最も近い広島県呉市は当時県内3番目の人口のある特例市であり、戦前から海軍呉鎮守府とともに発達した「古い町」で、土地はすり鉢状で平野が狭く急傾斜地ギリギリまで土地開発している「坂の町」であったことから、石積・ブロック擁壁の崩落やそれに伴う木造建築の崩壊が深刻なレベルで発生した。その土地の特性上、重機搬入も難しく復旧までに時間を要した。なお地震直後のライフライン復旧には海上自衛隊呉基地から応援が出ている。
消防庁確定報における被害数は以下の通り。上から全国地方公共団体コード順。
| 県     | 人的被害(人数) | 人的被害(人数) | 住宅被害(戸) | 住宅被害(戸) | 住宅被害(戸) |
| 県     | 死者           | 負傷者         | 全壊         | 半壊         | 一部破損     |
| ------ | -------------- | -------------- | ------------ | ------------ | ------------ |
| 島根県 | 0              | 3              | 0            | 0            | 10           |
| 岡山県 | 0              | 1              | 0            | 0            | 17           |
| 広島県 | 1              | 193            | 65           | 688          | 36,545       |
| 山口県 | 0              | 12             | 3            | 46           | 1,437        |
| 香川県 | 0              | 0              | 0            | 0            | 6            |
| 愛媛県 | 1              | 75             | 2            | 40           | 11,196       |
| 高知県 | 0              | 4              | 0            | 0            | 12           |
| 福岡県 | 0              | 0              | 0            | 0            | 0            |
| 大分県 | 0              | 0              | 0            | 0            | 0            |
| 計     | 2              | 288            | 70           | 774          | 49,223       |

災害関連法適用市町村
以下は災害救助法が適用された当時の市町村。このうち呉市にのみ更に被災者生活再建支援法が適用されている。
- 広島県
  - 広島市
  - （現呉市域） - 呉市、下蒲刈町、蒲刈町、川尻町、豊浜町、豊町
  - 三原市
  - （現廿日市市） - 宮島町
  - （現東広島市） - 河内町
  - （現大崎上島町域） - 大崎町、東野町、木江町
- 愛媛県
  - 今治市

ライフライン
- 顕著な被害となったのが水道である。断水戸数は全体で48,436戸、そのうち呉市およびその周辺島嶼部では最大で32,910戸が断水している[46][71]。特に島嶼部では、1系統しかない幹線水道管が止まったことにより被害が拡大し、断水の間自衛隊の給水応援でしのぎ、3日後である同月27日には断水解消された[46][71][73]。
- 電気は、中国電力管轄内で48,000戸が停電したが同日19時08分に復旧、四国電力管轄内では8,029戸が停電したが同日17時16分に復旧している[71][46]。
- ガス・電話は特に顕著な被害なし[46]。道路自体は早期復旧可能なレベルのひび割れが発生した程度[74]。これらは阪神淡路大震災後に耐震性に優れたものに強化したためと見られている[75][76]。
- 鉄道も点検のため運転を見合わせた[46]。
- 三原駅の西側・宮浦町付近のJR山陽新幹線高架が連続的に損傷した[77]。なお広島県内での新幹線高架の被害は剥落などはあったものの、応急処置が必要なレベルで損壊したのはこの箇所のみ[77][78][79]。

地盤災害（がけ崩れ・液状化現象）
- 上記の通り呉市は特に、その他広島・愛媛県内のいくつかで宅地での斜面崩壊が起こり住民は一時避難を余儀なくされた[4]。
- がけ崩れによる道路規制は、全面通行止が33箇所、片側規制が20箇所[80]。広島県河内町内での国道432号において、トラックに落石が直撃し大破した[80]。
- JR三江線では落石によりレールが歪んだが、徐行運転で対応し同日夕方には復旧している[81]。
- 河川堤防天端に亀裂が発生、そのうち愛媛県石手川のみ応急処置を施している[46]。
- この地域は瀬戸内海式気候に属し降雨が少ないため各地に農業用ため池が存在する。その堤体のひび割れ被害は広島県東広島市で33箇所、山口県美和町・玖珂町で4箇所発生し、うち1つの池で漏水もしている[4]。
- 液状化現象は、特に噴砂については広島湾に面した地域や、呉市阿賀地区から竹原にかけての地域、愛媛県松山市など広い範囲で発生したが、どれも早期復旧可能なレベルで構造物破壊にまでは至らなかった[52][82]。また主な場所・施設としては、広島東洋カープの選手寮兼練習場である大野屋内総合練習所で噴砂が発生した[83]。

その他特記
- 学校の体育館天井の内装・仕上材などの二次部材が落下する被害が目立ったが、春休み期間中であったため人的被害は少なかった[67]。
- 鉄筋コンクリート造の建築物のうち、松山市立湯築小学校・広島県立西条農業高等学校などといった校舎が中破した[67]。ただ西条農の中破した校舎のみコンクリート強度が設計基準を大幅に下回っていたことがわかった[85]。
- 震源地付近で整備された港湾施設のうち、須波港では江戸時代楢崎正員によって造られ広島県の史跡である防波堤"須波波止"が崩壊した[86]。液状化現象以外で崩壊した港湾施設はこれのみ[86]。
- 震源地付近には、世界遺産に選ばれた厳島神社や原爆ドーム、その他にも松山城・今治城・広島城など歴史的な建築物が多々あったが、それらの被害は軽いものだった[67][87]。重要度の高い文化財のうち地震後立入禁止となったのは、入船山記念館（国重文）と三段峡（国特別名勝）の2つのみ[88]。
- 瀬戸内海沿岸の石油化学コンビナートにおいて、山口県周南市の"周南コンビナート"は、創設以来初めての大型地震に遭遇ししばらく業務停止に陥った[89]。同県岩国市"岩国コンビナート"では軽油10リットルが海上に流出した[46]。
- 瀬戸内海には本州四国連絡橋や安芸灘諸島連絡架橋などの長大橋があるが、具体的な被害があったのは来島海峡第一大橋のみ[90]。うち唯一、センターステイのロッドが4つすべて破断したものの、これは大規模な地震が発生した場合に橋全体が一体として動かないよう意図的に壊れるように設計の段階から考えられていたもので、想定の範囲内でのことだった[84][90]。
- 宮島競艇場でもかなりの被害を受けた。その中で西スタンドは2階・3階部分を閉鎖した状況で運用してきたが、財政難により改修が進まず10年近く閉鎖したままであった[91]。2013年にスタンド改修が決まり、今後整備される予定となった[92]。
- 松山市民会館では壁が落ちガラスが割れるなどの被害が出たため、暫くの間使用が出来なくなった。4月14日に開催予定の嵐のコンサートが中止になるなどの影響がでた。

## 参考資料
全般
- “安芸灘～伊予灘～豊後水道のプレート内地震”.   文部科学省地震調査研究推進本部. 2013年10月31日閲覧。
- “平成13年芸予地震”.   東京大学地震研究所 広島地震観測所. 2013年10月31日閲覧。

1905年芸予地震
- 震災予防調査会「震災予防調査会報告 第53号」、文部省、1905年、2013年10月31日閲覧。

2001年芸予地震
- “平成13年芸予地震（3月24日15時28分頃）について（第13報）”.   内閣府. 2013年10月31日閲覧。
- “平成13年(2001年)芸予地震” (PDF).   消防庁 (2002年9月24日). 2025年4月27日閲覧。
- 土木学会芸予地震被害調査団「2001年3月24日芸予地震被害調査報告」（PDF）、土木学会、2001年、2013年10月31日閲覧。
- 理科年表 平成24年 第85冊 ISBN 978-4-621-08438-0